# Jakov Zeldovitj
Jakov Borisovitj Zeldovitj (ryska Я́ков Бори́сович Зельдо́вич), född den 8 mars 1914 i Minsk (Kejsardömet Ryssland), död den 2 december 1987 i Moskva, var en sovjetisk fysiker.
Zeldovitj avlade doktorsexamen 1939 med en avhandling om kvävets oxidation och på 1940-talet fortsatte han studera förbränning, sprängämnen och explosioner, men han deltog även under andra världskriget i Sovjetunionens utveckling av kärnvapen ledd av Igor Kurtjatov (vilket bland annat renderade honom Stalinpriset)). Under 1950-talet ägnade han sig sedan åt kärn- och partikelfysik (speciellt neutroner och isotoper med stort neutronöverskott, samt bidrog till teorin kring den elektrosvaga växelverkan), varefter han från 1960-talet huvudsakligen ägnade sig åt astrofysik och kosmologi.